# Lorraine Miller
Lorraine Miller (* 5. Januar 1922 in Flint, Michigan; † 6. Februar 1978 in Los Angeles, Kalifornien), eigentlich Loretta Miller, war eine US-amerikanische Schauspielerin. Bekanntheit erlangte sie 1945 durch ihre Rolle in dem Film The White Gorilla.

## Leben und Karriere
Lorraine Miller wurde 1922 als Tochter von dem Elektroingenieur Charles W. Miller geboren. Bevor sie Schauspielerin wurde, besuchte sie das Michigan State College.
Ihr erster Film erschien 1936: Colleen als Chorus Girl. 1939 spielte sie in All Women Have Secrets als Marie und wurde im Abspann sogar erwähnt. Darauf folgten einige unerwähnenswerte Auftritte in Filmen wie Wirbelwind der Liebe (1941), She’s in the Army (1942) und Star Spangled Rythm (1942), bis sie schließlich nach The Crystal Ball (1943) als Janet Owens in Riders of the Rio Grande (1943) auftrat. Im selben Jahr war sie ebenfalls in Hi Diddle Diddle zu sehen.
1944 löste ein auf Postkarten gedrucktes Foto von ihr einen Rechtsstreit aus. Miller verklagte die „Photo Specialty Company“, Samuel Goldwyn und andere für 50.000 US-Dollar, und sagte, dass die weltweit verbreiteten Postkarten ihrer Karriere schadeten, ihre Verdienstmöglichkeiten schmälerten und sie in Verlegenheit brachten. Das Foto zeigte sie in schwarzen Dessous auf einem weißen Pelzteppich und trug die Überschrift „Samuel Goldwyns kuscheligste Blondine“. In der Klage hieß es, sie habe der Nutzung des Bildes nicht zugestimmt.
Am Broadway trat sie in Happy Birthday (1946) und Alena (1948) auf. 1945 absolvierte Miller ihren bekanntesten Auftritt als Ruth Stacey in The White Gorilla und spielte 1946 eine Nebenrolle in Howard Hawks’ Tote schlafen fest.
1954 begann sie in Fernsehserien mitzuspielen. Ihre erste hieß I Led 3 Lives als Sarah Holman. Als sie jedoch damit begonnen hatte, war sie nicht mehr als Schauspielerin tätig.
Ihr letzter Film war Sangue sul sagrato (1950) als Marisa Hutton, die sie schon in In Estasi (1949) verkörpert hatte, und ihr letzter Auftritt vor der Kamera war 1961 in einer Folge von Target: The Corruptors in der Rolle der Joyce Grantham.

## Privatleben
Am 10. Dezember 1949 heiratete Miller den amerikanischen Filmschauspieler und Regisseur Edward Buzzell in Palm Springs, Kalifornien.

## Filmografie
Filme
- 1936: Colleen
- 1939: All Women Have Secrets
- 1941: All-American Co-Ed
- 1941: Mitt Me Tonight
- 1941: Wirbelwind der Liebe
- 1942: She’s in the Army
- 1942: Star Spangled Rythm
- 1943: Happy Go Lucky
- 1943: The Crystal Ball
- 1943: Riders of the Rio Grande
- 1943: Hi Diddle Diddle
- 1943: Beyond the Last Frontier
- 1943: Riding High
- 1944: Up in Arms
- 1944: Marriage Is a Private Affair
- 1944: Dreißig Sekunden über Tokio
- 1944: Musik für Millionen
- 1945: Das Bildnis des Dorian Gray
- 1945: Between Two Women
- 1945: The White Gorilla
- 1945: Three in the Saddle
- 1945: Broadway-Melodie 1950
- 1945: Frontier Fugitives
- 1945: Man in Her Diary
- 1945: Der König von Wildwest
- 1945: Mexicana
- 1945: Lonesome Trail
- 1946: Ambush Trail
- 1946: Tote schlafen fest
- 1949: In Estasi
- 1950: It’s a Small World
- 1950: Sangue sul sagrato

Fernsehserien
- 1954: I Led 3 Lives (1 Folge)
- 1959: The Californias (1 Folge)
- 1960: Mutter ist die Allerbeste (1 Folge)
- 1961: Target: The Corruptors (1 Folge)

Archiv-Filmaufnahmen
- 1956: The Gabby Hayes Show (Fernsehserie, 1 Folge)